# Virginia Slims of Denver 1973
Il Virginia Slims of Denver 1973 è stato un torneo di tennis giocato sul cemento indoor. È stata la 2ª edizione del torneo, che fa parte del Virginia Slims Circuit 1973. Si è giocato a Denver negli USA dal 30 luglio al 5 agosto 1973.

## Campionesse

### Singolare
Billie Jean King ha battuto in finale  Betty Stöve con il punteggio di 6–4, 6–2

### Doppio
Rosemary Casals /  Billie Jean King hanno battuto in finale  Françoise Dürr /  Betty Stöve che si sono ritirate sul punteggio di 3–2